# Ardeer (North Ayrshire)

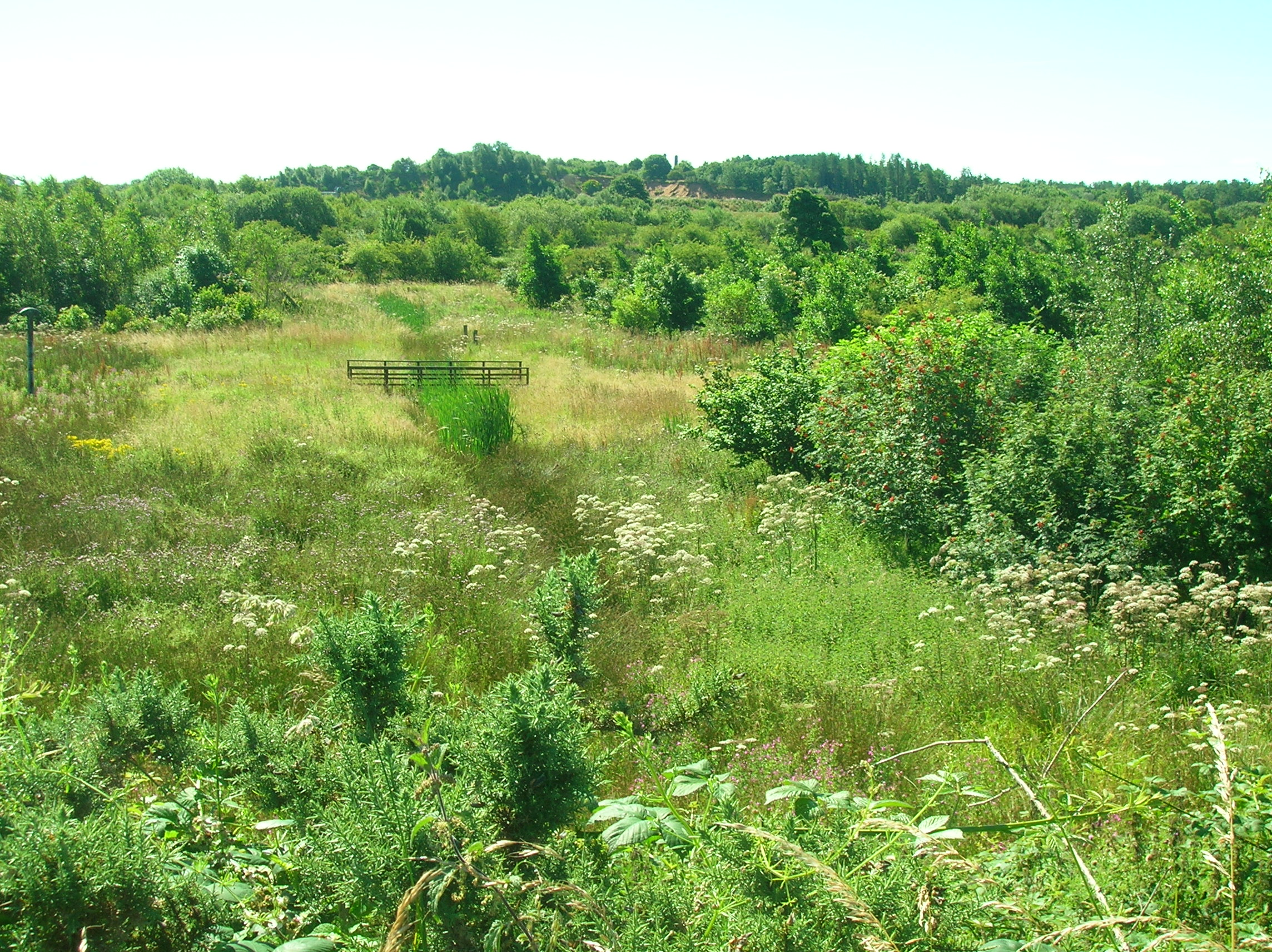
Misk Knowes na velha ilha de Ardeer com vista para o antigo canal do mar.

Ardeer era uma pequena cidade agora oficialmente incorporada a Stevenston na península de Ardeer, na freguesia de Stevenston, North Ayrshire, originalmente uma ilha e mais tarde seu extenso sistema de dunas de areia tornou-se o local da "Nobel Explosives", um fornecedor global dominante de explosivos para as indústrias de mineração e pedreiras e um ator importante na concepção e desenvolvimento de produtos para as indústrias química e de defesa durante o século XX. A península agora faz parte da área mais importante de North Ayrshire para a biodiversidade.